# Saison 7 des Experts
Chronologie
Saison 6 Saison 8
Cet article présente le guide des épisodes de la septième saison de la série télévisée Les Experts (CSI: Crime Scene Investigation).

## Résumé
Dans cette septième saison des Experts, un tueur en série a été introduit et surnommé le tueur aux maquettes, un tueur qui laisse une maquette de la scène de crime. Le tueur aux maquettes est le sujet principal de la saison. Dans le deuxième épisode le père de Catherine Willows meurt assassiné. Greg Sanders renverse un jeune homme avec sa voiture, le jeune homme meurt quelques heures après à l’hôpital. L’homme qui s’avère être un étudiant était membre d’un gang qui tabasse des gens, et Greg l’a renversé pour se protéger. Un procès a eu lieu sur cette affaire et Greg a été déclaré non coupable. Cependant la famille de l‘étudiant poursuit Greg en justice et lui réclame 3.5 millions de dollars. Lady Heather réapparaît dans l’avant dernier épisode, et cette fois, elle est victime d’une tentative de meurtre.

## Distribution

### Acteurs principaux
- William Petersen (V.F.: Stéfan Godin) : Gil Grissom
- Marg Helgenberger (V.F.: Emmanuelle Bondeville) : Catherine Willows
- Gary Dourdan (V.F.: Éric Aubrahn) : Warrick Brown
- George Eads (V.F.: Denis Laustriat) : Nick Stokes
- Paul Guilfoyle (V.F.: François Dunoyer) : Jim Brass
- Jorja Fox (V.F.: Laurence Dourlens) : Sara Sidle
- Eric Szmanda (V.F.: Benjamin Boyer) : Greg Sanders
- Robert David Hall (V.F.: Pascal Casanova) : Albert Robbins
- Louise Lombard (V.F.: Marjorie Frantz) : Sofia Curtis
- Wallace Langham (V.F.: Jérémy Prévost) : David Hodges

### Acteurs récurrents et invités
- David Berman (V.F.: Jérémy Prévost) : David Phillips
- Liz Vassey (V.F.: Nathalie Bienaimé) : Wendy Simms
- Archie Kao : Archie Johnson
- Marc Vann : Conrad Ecklie
- Sheeri Rappaport (en) : Mandy Webster
- Jon Wellner (V.F.: Jérôme Frossard) : Henry Andrews
- Kevin Federline : Cole « Pig » Tritt[1] (épisode 4)
- Roger Daltrey : Mickey Dunn[2] (épisode 9)
- Liev Schreiber : Michael Keppler[3] (dans 4 épisodes à partir de l'épisode 12)
- Kay Panabaker : Lindsey Willows (épisode 2)
- Monica Keena : Madeline (épisode 2)
- Jessica Steen : Donna Basset (épisode 3)
- Jim Parrack : Jack Stone (épisode 3)
- Daniel Franzese : Dean Harden (épisode 4)
- Jim Beaver : Stanley Tanner (épisode 4)
- Lorraine Toussaint : Cynthia James / Marla James (épisode 4 et 19)
- Tim Guinee : Frank Berlin (épisode 5)
- Sean Patrick Flanery : Cody White (épisode 5)
- Alan Tudyk : Carl Fisher (épisode 6)
- Betsy Brandt : Dawn Hanson (épisode 6)
- David Ramsey : Gerald Crowley (épisode 6)
- DJ Qualls : Henry Briney (épisode 7)
- Jim Beaver : Stanley Tanner (épisode 7)
- Joanna Going : Amanda Sinclair et Jill Chase (épisode 8)
- Frank Grillo : Gary Sinclair (épisode 8)
- Valerie Mahaffey : Dona Pomerantz (épisode 8)
- Barbara Bain : Iris Paul (épisode 9)
- Dayton Callie : Enrie Dell (épisode 10, 16 et 24)
- Darris Love : Ezekiel Holstein (épisode 13)
- John Hensley : Jesse Hottman (épisode 14)
- Len Cariou : Frank McCarty (épisode 15)
- Kathleen Quinlan : Barbara Tillman (épisode 16)
- Matt Lanter : Ryan Lansco (épisode 17)
- Lyndsy Fonseca : Megan Cooper (épisode 17)
- Valarie Pettiford : Susan "Sue" Latham (épisode 17)
- Ruby Dee : Mary Wilson (épisode 18)
- Helena Mattsson : Rebecca "Becca" Mayford (épisode 18)
- Marshall Allman : Jonathan Alaniz (épisode 18)
- Robert Gant : Lewis Greyburg (épisode 18)
- Walton Goggins : Marlon Frost (épisode 18)
- Kellan Lutz : Chris Mullins (épisode 18)
- Laura Vandervoort : Miss Tangiers (épisode 19)
- Method Man : Drops (épisode 19)
- Robin Sydney : Miss Palermo (épisode 19)
- Marlene Forte : Pamela Gentry (épisode 19)
- Aimee Garcia : Melissa Gentry (épisode 19)
- Peter Stormare : George Babinkian (épisode 21)
- James Whitmore : Milton (épisode 21)
- Kurt Fuller : Ned Bastille (épisode 21)
- Marnette Patterson : Aimee (épisode 21)
- Ashley Johnson : Dreama Little (épisode 21)
- Ally Sheedy : Shannon Turner (épisode 22)
- Enrico Colantoni : Preston De Vere (épisode 22)

## Épisodes

### Épisode 142:Que le spectacle commence
- États-Unis /  Canada : 21 septembre 2006 sur CBS / CTV[4]
- France : 3 février 2008 sur TF1

- États-Unis : 22,57 millions de téléspectateurs[5]
- Canada : 3,506 millions de téléspectateurs[6]
- France : 9,18 millions de téléspectateurs[7] (première diffusion)

- John Mayer (lui-même)
- Danny Bonaduce (Izzy)
- David Berman (David Phillips)
- Nick Searcy (Sheriff Burdick)
- Scott Wilson (Sam Braun)
- Kevin Rahm (Joe Hirschoff)
- Joe Reegan (Arnie Clifton)
- Michael Milhoan (Bartender)
- Arielle Vandenberg (Party Girl)
- Yusuf Gatewood (DJ)
- Edward C. Hayes (Robert O'Brien)
- Mark Ivanir (Cirque Manager)

### Épisode 143:Le Spectacle est terminé
- États-Unis /  Canada : 28 septembre 2006
- France : 3 février 2008 sur TF1

- États-Unis : 23,77 millions de téléspectateurs[8]
- Canada : 3,801 millions de téléspectateurs[9]
- France : 8,73 millions de téléspectateurs[7] (première diffusion)

- Danny Bonaduce (Izzy Delancy)
- Sean Young (Dusty)
- Marc Vann (Conrad Ecklie)
- Liz Vassey (Wendy Simms)
- Scott Wilson (Sam Braun)
- Kay Panabaker (Lindsey Willows)
- Alden Caleb Ehrenreich (Sven)
- Brianne Davis (Annie)
- Monica Keena (Madeline)
- Kevin Rahm (Joe Hirschoff)
- Michael Milhoan (Bartender)
- Scott Subiono (Desk Clerk)
- Larry Mitchell (Officer Mitchell)
- Adrian R'Mante (Paramedic Rivera)

### Épisode 144:Drôle d'endroit pour des rencontres
- États-Unis /  Canada : 5 octobre 2006
- France : 17 février 2008 sur TF1

- États-Unis : 21,51 millions de téléspectateurs[10]
- Canada : 3,555 millions de téléspectateurs[11]
- France : 7,53 millions de téléspectateurs[12] (première diffusion)

- Archie Kao (Archie Johnson)
- Jon Wellner (Henry Andrews)
- Jessica Steen (Donna Basset)
- Alexondra Lee (Rebecca McGill)
- Brenda Canela (Gloria Torres)
- Markus Flanagan (Hotel Manager)
- Rick Yune (Robert Hsing)
- Andrew Welsh (Dealer)
- Jim Garrity (Russel Caris)
- David Eigenberg (Gavin McGill)
- Jim Parrack (Sgt. Jack Stone)
- Anne Bedian (Office Linda Mendosa)
- Amanda Fuller (Cara Stone)
- Troy Ruptash (Lou Beltran)
- Kevin E. West (Ray Gaynor)
- Paula Jai Parker (Julia Beltran)
- Becky Stockton (Smart Girl)
- Kevin M. Horton (Male Student)

### Épisode 145:Fous furieux
- États-Unis /  Canada : 12 octobre 2006
- France : 3 février 2008 sur TF1

- États-Unis : 21,85 millions de téléspectateurs[13]
- Canada : 4,043 millions de téléspectateurs[14]
- France : 8,28 millions de téléspectateurs[7] (première diffusion)

- Kevin Federline (Cole "Pig" Tritt)
- David Berman (David Phillips)
- Omar Leyva (Vasco Ruiz)
- Vicki Davis (Jessica)
- Tom Ayers (Liquor Store Clerk)
- Seidy Lopez (Lucita Ruiz)
- Jim Beaver (Stanley Tanner)
- Willie McMiller (Demetrius James)
- Alyssa Nichols (Cha Cha Rmoero)
- Siera Casey (Tara Miller)
- Daniel Franzese (Dean Harden)
- Dov Tiefenbach (Anthony Himmer)
- Brendan Michael Coughlin (Hooded Kid #1)
- Michael Domantay (Hooded Kid #2)
- Lorraine Toussaint (Cynthia James)
- Vicellous Shannon (Marshall James)
- Victoria Recano (Reporter)
- Larry Mitchell (Office Mitchell)

### Épisode 146:Chemin de croix
- États-Unis /  Canada : 19 octobre 2006
- France : 10 février 2008 sur TF1

- États-Unis : 20,49 millions de téléspectateurs[15]
- Canada : 3,657 millions de téléspectateurs[16]
- France : 9,14 millions de téléspectateurs[17] (première diffusion)

- Tim Guinee (Father Frank Berlin)
- Sean Patrick Flanery (Cody White)
- Lorna Raver (Sister Elizabeth)
- Meredith Monroe (Sister Bridget)
- Blake Lindsley (Charlotte Danville)
- Waylon Payne (Brady Somers)
- Larry Mitchell (Officer Mitchell)
- Kendall Clement (Sergeant Crawford)
- Janelle Giumarra (Candice White)
- John Lee Ames (Marty)
- Zach Bostrom (Young Frank)
- Tyler King (Young Cody)
- Olivia Leigh (Young Charlotte)

### Épisode 147:La Tête en feu
- États-Unis /  Canada : 2 novembre 2006
- France : 10 février 2008 sur TF1

- États-Unis : 20,77 millions de téléspectateurs[18]
- Canada : 3,022 millions de téléspectateurs[19]
- France : 8,02 millions de téléspectateurs[17] (première diffusion)

- David Berman (David Phillips)
- Joseph Patrick Kelly (Officer Metcalf)
- Larry Mitchell (Officer Mitchell)
- Alan Tudyk (Carl Fisher)
- Betsy Brandt (Dawn Hanson)
- Seth Peterson (Perry Haber)
- Ridge Canipe (Lucas Hanson)
- Drew Matthews (Jason Crowley)
- Clifton Powell (Terrance Crowley)
- Valerie Mikita (Stripper)
- David Ramsey (Gerald Crowley)
- Brittany Ishibashi (Pizza Gal)
- Ingrid Oliu-Ostrom (Female Passenger)
- Glenn Taranto (Bus Driver)
- Palmer Davis (Margaret Finn)
- Terry Bozeman (Brad Lewis)
- Paul Ganus (Police Officer)
- Paula Francis (elle-même)

### Épisode 148:Maison de poupée
- États-Unis /  Canada : 9 novembre 2006
- France : 17 février 2008 sur TF1

- États-Unis : 20,83 millions de téléspectateurs[20]
- Canada : 2,765 millions de téléspectateurs[21]
- France : 8,13 millions de téléspectateurs[12] (première diffusion)

- David Berman (David Phillips)
- Archie Kao (Archie Johnson)
- Larry Mitchell (Officer Mitchell)
- Juliana Bellinger (Penny Garden)
- Amy Aquino (A.D.A. Valerie Nichols)
- Randall Arney (Judge Clayton Trueblood)
- Michael Bofshever (Coroner Patrick Athens)
- Lorraine Toussaint (Marla James)
- Vicellous Shannon (Aaron James)
- DJ Qualls (Henry Briney)
- Kenneth Choi (Jason Tua)
- Carla Jimenez (Juror #1)
- David Clayton Rogers (Bruce Ortolani)
- Jim Beaver (Stanley Tanner)
- Leanza Cornett (Female Reporter)
- Mati Moralejo (Male Reporter)
- Omar Leyva (Vasco Ruiz)

### Épisode 149:Une chance sur deux
- États-Unis /  Canada : 16 novembre 2006
- France : 10 février 2008 sur TF1

- États-Unis : 24,11 millions de téléspectateurs[22]
- Canada : 3,71 millions de téléspectateurs[23]
- France : 8,87 millions de téléspectateurs[17] (première diffusion)

- David Berman (David Phillips)
- Liz Vassey (Wendy Simms)
- Sheeri Rappaport (Mandy Webster)
- Archie Kao (Archie Johnson)
- Joanna Going (Amanda Sinclair / Jill Case)
- Frank Grillo (Gary Sinclair)
- Maxwell Huckabee (Henry Sinclair)
- Kelly Smith (Allison Shram)
- J.C. Mackenzie (Dr. Gus Hoffman)
- Harry Van Gorkum (Jake Lenoir)
- Sarai Givaty (Natal Peled)
- Saige Thompson (Tiffany Hughes)
- Valerie Mahaffey (Dora Pomerantz)

### Épisode 150:La Légende vivante
- États-Unis /  Canada : 23 novembre 2006
- France : 17 février 2008 sur TF1

- États-Unis : 17,17 millions de téléspectateurs[24]
- Canada : 3,469 millions de téléspectateurs[25]
- France : 7,47 millions de téléspectateurs[12] (première diffusion)

- Roger Daltrey (Mickey Dunn)
- David Berman (David Phillips)
- Archie Kao (Archie Johnson)
- Brian Goodman (en) (Derek Paul)
- Barbara Bain (Mrs. Iris Paul)
- Bob McCracken (Mason Carter)
- Louis Giambalvo (Ken Billings)
- J. Omar Castro (Crew Chief)
- Ion Overman (Female Reporter)
- Tangie Ambrose (Waitress/Tina)
- Kristin Minter (Hooker)
- Griff Furst (Photographer)
- Clark Middleton (Freddie Sloan)
- Larry Mitchell (Officer Mitchell)
- Rik Young (Young Mickey Dunn)
- Amy Scott (Young Catherine)
- Jeff Howard (Young Ken Billings)
- Mark Elias (Young Mason Carter)
- Jesse Jensen (Young Johnny D'Angelo)
- Nico Samano (Officer Sanchez)

### Épisode 151:Meurtres en miniatures
- États-Unis /  Canada : 7 décembre 2006
- France : 24 février 2008 sur TF1

- États-Unis : 23,25 millions de téléspectateurs[26]
- Canada : 3 millions de téléspectateurs[27]
- France : 8,61 millions de téléspectateurs[28] (première diffusion)

- Danny Bonaduce (Izzy Delancey)
- David Berman (David Phillips)
- Matt Malloy (Max Sullivan)
- Michael Rispoli (Ike Mannleigh)
- Becky Wahlstrom (Suzy's Mom)
- Lexi Jourden (Suzy)
- E.J. Callahan (Plant Foreman)
- Lilyan Chauvin (Mrs. Aloyna Ivanovna)
- Joleen Lutz (Paula Sullivan)
- Nelson Pena (Raymundo Suarez)
- Carla Orlandi (Bubbles Manleigh)
- Parker Goris (Young Max)
- Kendall Carly Browne (Max's Grandmother)
- Dayton Callie (Ernie Dell)

### Épisode 152:Intuition féminine
- États-Unis /  Canada : 4 janvier 2007
- France : 24 février 2008 sur TF1

- États-Unis : 26,12 millions de téléspectateurs[29]
- Canada : 3,325 millions de téléspectateurs[30]
- France : 8,34 millions de téléspectateurs[28] (première diffusion)

- David Berman (David Phillips)
- Danielle Kennedy (Addie Finch)
- Alan Rosenberg (Adam Novak)
- Anne-Marie Johnson (ADA Jasmine Davis)
- Ted Heyck (Judge Heyck)
- Jed Rees (Jay Finch)
- Michael C. Alexander (Jury Foreman)
- Lucinda Jenney (Sheriff Beth McGuire)
- Michael Tighe (Robert Guffey)
- Pat Destro (Mary Acheson)
- Virginia Newcomb (Heather Curtis)
- Kevin Rankin (Shawn Curtis)
- Skyler Gisondo (Danny Curtis)
- Vincent Duvall (SWAT Officer Jack Parker)
- Ian Gilmore (Jake Hanson)
- Trenton Rogers (4 Yr. Old Danny)
- Lupe Carranza (Laura)
- Steven Montfort (Deputy)

### Épisode 153:Inconnues en série
- États-Unis /  Canada : 18 janvier 2007
- France : 2 mars 2008 sur TF1

- États-Unis : 21,41 millions de téléspectateurs[31]
- France : 8,45 millions de téléspectateurs[32] (première diffusion)

- Liev Schreiber (Michael Keppler)
- David Berman (David Phillips)
- Kay Panabaker (Lindsey Willows)
- Ned Beatty (Dr David Lowry)
- Vince Grant (Mr. Sorensen)
- Laura Leigh Hughes (Mrs. Sorensen)
- Chris Bauer (Detective Paul Browning)
- Tom Wright (en) (Jake Daniels)
- Jonathan Walker Spencer (Court Clerk)
- Sandy Martin (Office Manager)
- R.C. Bates (Street Guy)
- Pat Crawford Brown (Female Dental Patient)

### Épisode 154:Enquête parallèle
- États-Unis /  Canada : 25 janvier 2007
- France : 2 mars 2008 sur TF1

- États-Unis : 21,17 millions de téléspectateurs[33]
- France : 8,22 millions de téléspectateurs[32] (première diffusion)

- Liev Schreiber (Michael Keppler)
- David Berman (David Phillips)
- Gerald McCullouch (Bobby Dawson)
- Jon Wellner (Henry Andrews)
- Conor O'Farrell (Undersheriff McKeen)
- Adam Nee (Edwin "Rat" Dennison)
- Darris Love (Ezekiel Holstein)
- Gill Gayle (Apartment Manager)
- David Fabrizio (Thomas Simon)
- Jernard Burks (Lot Attendant)
- Suzy Cote (Monique Carter)
- A Martinez (Assemblyman Danilo Zameesca)
- Geno Monteiro (Bartender)
- Larry Mitchell (Officer Mitchell)

### Épisode 155:Pièces rapportées
- États-Unis /  Canada : 1er février 2007
- France : 14 février 2010 sur TF1

- États-Unis : 21,49 millions de téléspectateurs[34]
- France : 3,89 millions de téléspectateurs[35] (Première diffusion en seconde partie de soirée)

- Liev Schreiber (Michael Keppler)
- David Berman (David Phillips)
- Liz Vassey (Wendy Simms)
- Larry Mitchell (Officer Mitchell)
- Gordon Glapp (Salvatore Heinz)
- John Hensley (Jesse Hottman)
- John Toles-Bey (Joe Boony)
- Robin Thomas (Bill Dorton)
- Jo Anderson (Margo Dorton)
- Joy Bisco (Cotton Candy)
- Jason Olive (en) (Head Host)
- Ivan Shawn (Bus Boy)
- Tymberlee Chanel (Heidi Sultz)
- Michael Weaver (Ross Neddy)
- Douglas Sills (Ty Miloni)
- Kayla Mae Maloney (Amy McCarty)

### Épisode 156:Témoin gênant
- États-Unis /  Canada : 8 février 2007
- France : 31 aout 2008 sur TF1

- États-Unis : 22,52 millions de téléspectateurs[36]
- France : 6,87 millions de téléspectateurs[37] (première diffusion)

- Liev Schreiber (Michael Keppler)
- David Berman (David Phillips)
- Liz Vassey (Wendy Simms)
- Larry Mitchell (Officer Mitchell)
- Archie Kao (Archie Johnson)
- Joseph Patrick Kelly (Officer Metcalf)
- Victoria Prescott (Judy Tremont)
- Len Cariou (Frank McCarty)
- Kayla Mae Maloney (Amy McCarty)
- Shacolby Randell ("Weird Kevin" Reeder)
- Baadje-Lyne Odums (Fran)
- James Hiroyuki Liao (Eric "Precious Ricky" Hong)
- Toy Connor (Dorothy McFarland)
- Brian Klugman (P.J. Turner)
- Katherine Kirkpatrick (Suzy Gibbons)
- Adrian R'Mante (Paramedic Rivera)

### Épisode 157:Le Monstre dans la boîte
- États-Unis /  Canada : 15 février 2007
- France : 31 aout 2008 sur TF1

- États-Unis : 22,71 millions de téléspectateurs[38]
- Canada : 3,464 millions de téléspectateurs[39]
- France : 7,1 millions de téléspectateurs[37] (première diffusion)

- David Berman (David Phillips)
- Larry Mitchell (Officer Mitchell)
- Archie Kao (Archie Johnson)
- Dayton Callie (Ernie Edward Dell)
- Kathleen Quinlan (Barbara Tallman)
- Tim Trobec (Security Guard)
- Cate Cohen (Officer Kamen)
- Scott Wilson (World Send Delivery Guy)
- Harry Groener (Peyton Tallman)
- Brendan Fletcher (Mitchel "Mitch" Douglas)
- Janine Sharell (Reporter Janine Sharell)

### Épisode 158:La Fin du match
- États-Unis /  Canada : 22 février 2007
- France : 31 aout 2008 sur TF1

- États-Unis : 21,78 millions de téléspectateurs[40]
- France : 6,81 millions de téléspectateurs[37] (première diffusion)

- Larry Mitchell (Officer Mitchell)
- Archie Kao (Archie Johnson)
- Liz Vassey (Wendy Simms)
- Reiley McClendon (Charlie Kellerman)
- Lyndsy Fonseca (Megan Cooper)
- Matt Lanter (Ryan Lansco)
- Yaani King (Sheila Latham)
- Laura Harris (Diane Kentner)
- Bridget Ann White (Brenda Cooper)
- Matt Roth (Sam Cooper)
- Todd Allen (Eddie Lansco)
- Timi Prulhiere (Linda Lansco)
- Valarie Pettiford (Susan "Sue" Latham)

### Épisode 159:Showgirls
- États-Unis /  Canada : 29 mars 2007
- France : 14 septembre 2008 sur TF1

- États-Unis : 22,71 millions de téléspectateurs[41]
- France : 6,665 millions de téléspectateurs[42]

- David Berman (David Phillips)
- Larry Mitchell (Officer Mitchell)
- Archie Kao (Archie Johnson)
- Sheeri Rappaport (Mandy Webster)
- Ruby Dee (Mary Wilson)
- Marshall Allman (Jonathan Alaniz)
- Robert Gant (Lewis Greyburg)
- Walton Goggins (Marlon Frost)
- Tiffany Dupont (Cammie Brookston)
- Betsy Rue (Libby Cooperson)
- Matt Thompson (N.D. Reporter)
- Mykel Shannon Jenkins (Marlo Barksdale)
- Nadine Heimann (Jennifer "Jenn" Smith)
- Kellan Lutz (Chris Mullins)
- Charlie Weber (Corey Archfield)

### Épisode 160:À tombeau ouvert
- États-Unis /  Canada : 5 avril 2007
- France : 7 septembre 2008 sur TF1

- États-Unis : 21,69 millions de téléspectateurs[43]
- Canada : 2,52 millions de téléspectateurs[44]
- France : 8,07 millions de téléspectateurs[45] (première diffusion)

- David Berman (David Phillips)
- Larry Mitchell (Officer Mitchell)
- Liz Vassey (Wendy Simms)
- Jon Wellner (Henry Andrews)
- Conor O'Farrell (Undersheriff Jeffrey McKeen)
- Method Man (Drops)
- Lorraine Toussaint (Marla James)
- Vicellous Shannon (Aaron James)
- William Allen Young (Duane McWane)
- Terry Bozeman (Brad Lewis)
- Victoria Prescott (Judy Tremont)
- Laura Vandervoort (Miss Tangiers)
- Robin Sydney (Miss Palermo)
- Katie E. Chonacas (Miss Lucky Dragon)
- Charley Rossman (Officer Bailey Huskins)
- Alicia Sixtos (Simone Molinez)
- Marlene Forte (Mrs. Pamela Gentry)
- Aimee Garcia (Melissa Gentry)
- Ben Crowley (Carey Corville)
- Ari Zagaris (Scott Brittington)
- Dheeaba Donghrer (Champ Landley)
- Jon Farless (CSI Tech #1)
- Bobby Hall (CSI Tech #2)

### Épisode 161:Les Rats du labo
- États-Unis /  Canada : 12 avril 2007
- France : 14 septembre 2008 sur TF1

- États-Unis : 22,18 millions de téléspectateurs[46]
- France : 7,324 millions de téléspectateurs[42]

- David Berman (David Phillips)
- Liz Vassey (Wendy Simms)
- Jon Wellner (Henry Andrews)
- Archie Kao (Archie Johnson)
- Sheeri Rappaport (Mandy Webster)

### Épisode 162:Un homme au tapis
- États-Unis /  Canada : 26 avril 2007
- France : 7 septembre 2008 sur TF1

- États-Unis : 20,2 millions de téléspectateurs[47]
- France : 7,61 millions de téléspectateurs[45] (première diffusion)

- David Berman (David Phillips)
- James Whitmore (Milton)
- Peter Stormare (George "Binky" Babinkian)
- Luis Antonio Ramos (Lorenzo "Happy" Morales)
- Kurt Fuller (Sheriff Ned Bastille)
- Marnette Patterson (Aimee)
- Wendy Makkena (Doris Babinkian)
- Audrey Siegel (Tiff)
- Terry T. Bookhart (Lulu)
- Ashley Johnson (Dreama Little)
- Vince Vieluf (Connor Foster)

### Épisode 163:Y a pas de lézard
- États-Unis /  Canada : 3 mai 2007
- France : 7 septembre 2008 sur TF1

- États-Unis : 19,02 millions de téléspectateurs[48]
- France : 6,64 millions de téléspectateurs[45] (première diffusion)

- David Berman (David Phillips)
- Sheeri Rappaport (Mandy Webste)
- Archie Kao (Archie Johnson)
- Scott A. Defoe (Swat Team Leader)
- Ally Sheedy (Shannon Turner)
- Enrico Colantoni (Preston De Vere)
- Julie Hagerty (Clarissa Niles)
- Eloy Casados (Sheriff Joe Vasquez)
- Dennis Boutsikaris (Dr Sidney Buckman)
- Berlinda Tolbert (Barbara)
- Jason Blicker (Elliot)
- Carl Ciarfalio (Hank Connors)
- Lisa Cohen (Officer Lindsay)

### Épisode 164:Le Bon, la brute et la dominatrice
- États-Unis /  Canada : 10 mai 2007
- France : 14 septembre 2008 sur TF1

- États-Unis : 18,75 millions de téléspectateurs[49]
- France : 7,863 millions de téléspectateurs[42]

- Melinda Clarke (Lady Heather Kessler)
- Larry Mitchell (Officer Mitchell)
- Liz Vassey (Wendy Simms)
- David Berman (David Phillips)
- Archie Kao (Archie Johnson)
- Victoria Prescott (Judy Tremont)
- Joe Penny (Jack Oakley)
- Jason Sweat (Paramedic)
- Rif Hutton (Vernon Porter)
- Jessie Ward (Faith Maroney)
- Shelli Berg (Nurse)
- Conor Dubin (Benjamin Oakley)
- Todd Williams (Jeffrey Lanier)
- Sonya Eddy (Cab Dispatcher)
- Vic Polizos (Gus DiFusco)
- Shang Forbes (Cab Driver)
- Omid Abtahi (Chandru "Dru" Kambhatla)
- JR Bourne (Jerome Kessler)

### Épisode 165:Poupée de chair et de sang
- États-Unis /  Canada : 17 mai 2007
- France : 21 septembre 2008 sur TF1

- États-Unis : 20,45 millions de téléspectateurs[50]
- Canada : 2,029 millions de téléspectateurs[51]
- France : 8,53 millions de téléspectateurs[52] (première diffusion)

- Liz Vassey (Wendy Simms)
- David Berman (David Phillips)
- Victoria Prescott (Judy Tremont)
- Dayton Callie (Ernie Edward Dell)
- Brendan Fletcher (Lionel Dell)
- Jessica Collins (Natalie)
- Tahmus Rounds (Manager)
- Meagan Fay (Rochelle Dorley)
- Sean Bridgers (Art Schuster)
- Dustin Cyril Robles (World Send Guy)
- Tessa Germaine (Little Girl)
- Gina Hecht (Donna Wetzel)
- Jay Johnson (The Great Rainone)

## Audience
La septième saison a été suivie par 21,60 millions de téléspectateurs aux États-Unis, en baisse par rapport aux saisons précédentes.